# Pierre-François Unger
Pierre-François Unger (* 21. August 1951, heimatberechtigt in Genf) ist ein Schweizer Politiker (CVP).

## Biografie
Nachdem er sein Medizinstudium mit Diplom abgeschlossen hatte, übernahm Unger 1986 die Leitung der Notfallabteilung des Universitätsspital Genf (HUG). Ab 1999 war er als Medizinprofessor tätig.
1993 wurde er in den Grossen Rat des Kantons Genf gewählt. Drei Jahre später (1996) übernahm er das Präsidium der CVP Genf und stand jener bis 1998 vor. Im Jahr 1999 verliess er den Grossen Rat und wurde zwei Jahre später am 11. November 2001 in den Staatsrat gewählt, wo er dem Departement Soziales und Gesundheit vorstand. Am 13. November 2005 erfolgte die Wiederwahl und leitet seither weiter das neubenannte Departement der Umwelt und Gesundheit. Von Dezember 2005 bis Dezember 2006 war Unger Staatsratspräsident.
Unger ist verheiratet und hat zwei Kinder. Er wohnt in Genf.